# Storselet (Jokkmokks socken, Lappland)
Storselet är en sjö i Jokkmokks kommun i Lappland och ingår i Luleälvens huvudavrinningsområde. Sjön har en area på 0,78 kvadratkilometer och ligger 429,7 meter över havet. Storselet ligger i Pärlälvens fjällurskog Natura 2000-område. Sjön avvattnas av vattendraget Pärlälven.

## Delavrinningsområde
Storselet ingår i det delavrinningsområde (740902-160543) som SMHI kallar för Utloppet av Storselet. Medelhöjden är 476 meter över havet och ytan är 8,49 kvadratkilometer. Räknas de 31 avrinningsområdena uppströms in blir den ackumulerade arean 536,61 kvadratkilometer. Pärlälven som avvattnar avrinningsområdet har biflödesordning 3, vilket innebär att vattnet flödar genom totalt 3 vattendrag innan det når havet efter 283 kilometer. Avrinningsområdet består mestadels av skog (91 procent). Avrinningsområdet har 0,78 kvadratkilometer vattenytor vilket ger det en sjöprocent på 9,2 procent.